# Jorge Fucile
Jorge Ciro Fucile Perdomo (* 19. listopadu 1984, Montevideo), zkráceně Jorge Fucile, je bývalý uruguayský fotbalový obránce a reprezentant. Jeho oblíbenou pozicí byla pravý krajní obránce, avšak alternativně hrál i na levé straně obrany.

## Klubová kariéra
Fucile hrál dlouhá léta za tým portugalské ligy FC Porto, kam odešel v roce 2006 z uruguayského klubu Liverpool Montevideo, kde hrál již od juniorské úrovně. V Portu byl původně na hostování, vzhledem k dobrým výkonům a vcelku pravidelné účasti v základní sestavě se hostování změnilo v přestup. S Portem vyhrál řadu ligových titulů, tak i Evropskou ligu 2010/11.
Začátkem roku 2012 hostoval v brazilském celku Santos FC, v březnu 2013 se vrátil zpět a mohl tak slavit titul Porta v Primeira lize. Aktivní kariéru ukončil 1. ledna 2022.

## Reprezentační kariéra
Jorge Fucile hrál v letech 2006-2017 za reprezentaci Uruguaye.